# 八幡テレビ・FM放送所
八幡テレビ・FM放送所（やはたテレビ・エフエムほうそうじょ）は、福岡県北九州市八幡東区の皿倉山に置かれているテレビジョン放送とFMラジオ放送の大規模送信所。NHK北九州放送局の親局と福岡県の全民放テレビ・FMラジオの中継局が設置されており、福岡県東部（北九州・遠賀・京築・筑豊）地域における基幹送信所である。

## 放送区域
地上デジタル放送におけるこの送信所の電波法に定める放送区域（1mV/m）は基礎情報を参照。福岡県東部の北九州地方・筑豊地方の広範囲に及ぶ。LOVE FMは他の県域民放と異なり、本来の放送対象地域は放送法令によって定められた「外国語放送実施地域」のみで、北九州局では北九州市のみがこれに該当し他の市町村は本来エリアではないが、実際には県域局と同等のエリアを確保している。
大分県デジタルネットワークセンターは皿倉山から直線距離で約85km離れた別府市鶴見岳を受信点にしており、その間に障害になる山もないため、そこから福岡民放の一部を受信しデジタル放送を大分県内のケーブルテレビ局へ区域外再放送している。
廃止されたKBCアナログテレビ局はNHK熊本アナログEテレの親局と同一チャンネルであったため、増力前まで筑豊地方では受信障害が発生していた。

## 歴史
1957年（昭和32年）
- 5月29日 - NHK小倉放送局、（アナログ総合）テレビジョン放送開始。
- 11月12日 - 帆柱ケーブル（現：皿倉山ケーブルカー）開業。送信所関係者、民放送信所建設従事者の輸送手段として使われた（送信所無人化まで）。

1958年（昭和33年）
- 8月1日 - RKB毎日放送関門テレビジョン放送局開局。
当初は「西部毎日テレビジョン」という独自会社として放送開始予定だったが、当時の郵政省の指導により「ラジオ九州」と合併した。
- 8月28日 - テレビ西日本、親局として開局。

1962年（昭和37年）
- 1月8日 - NHK小倉放送局、九州初となる（アナログ）教育テレビジョン放送開始。
- 2月14日 - 九州朝日放送北九州テレビ局[注釈 1]、テレビ西日本福岡局（JOJY-TV、9ch、映像出力1kW）、山口放送関門テレビジョン放送局（JOPM-TV、4ch、映像出力100W）開局。これに伴いテレビ西日本の本局は「テレビ西日本北九州局」に改称。

九州朝日放送は同チャンネルのNHK熊本教育に対する混信障害対策で出力は指向性付きの500W。同時開局の他2局も同様の措置が取られた。
1963年（昭和38年）2月10日
- 5市合併で北九州市発足。NHK小倉放送局、「北九州放送局」に改称。これにより送信所設置者名も「北九州放送局」となる。

1964年（昭和39年）5月1日
- NHK北九州放送局、FM放送実験局開局（のち実用化試験局に移行）。

1969年（昭和44年）
- 3月1日 - NHK北九州FM放送実用化試験局が標準放送局に昇格。
- 9月1日 - 福岡放送北九州中継局開局。
山口放送関門局とのエリア調整もあり、親局より5か月遅れとなった。また、山口県方向の出力を絞る指向性が設けられた。

1970年（昭和45年）7月15日
- 福岡エフエム音楽放送（現：エフエム福岡）北九州中継局、親局と同時開局。

1974年（昭和49年）12月1日
- テレビ西日本、親局を郵政省の指導により福岡局へ変更。コールサイン・チャンネル・出力に変更は無し。

1979年（昭和54年）4月14日
- 九州朝日放送北九州テレビ局の出力を無指向性の1kWに増力[2]。

1991年（平成3年）
- 2月1日 - TXN九州（現：TVQ九州放送）、北九州中継局の試験放送開始[3]。
- 3月25日 - TXN九州北九州中継局、福岡親局・久留米中継局と同時にサービス放送開始[3]。
- 4月1日 - TXN九州北九州中継局、福岡親局・久留米中継局と同時開局。

1993年（平成5年）9月1日
- エフエム九州北九州中継局、親局・他の中継局とともに一斉開局。

1997年（平成9年）4月1日
- 九州国際エフエム北九州中継局、親局と同時開局。

2006年（平成18年）
- 9月1日 - 全局地上デジタルテレビジョン試験放送開始。
- 10月1日 - 九州朝日放送以外で地上デジタルテレビジョン本放送開始（出力10W、のち100Wに増力）。
- 12月1日 - 九州朝日放送、地上デジタルテレビジョン本放送開始（出力10W）。

2007年（平成19年）1月22日
- 地上デジタルテレビジョン放送、出力が定格の1kWに増力。NHK北九州はこれにより保留されていたコールサインの付与を受ける。

2008年（平成20年）7月1日
- エフエム九州、債務超過で経営破綻。受け皿会社として設立された「CROSS FM」が事業に必要な資産を全て受け継いで午前0時から放送を開始。

2011年（平成23年）
- 1月1日 - 九州国際エフエムの放送免許を天神エフエムが承継（同年7月1日「ラブエフエム国際放送」に社名変更）。
- 7月24日 - アナログテレビジョン放送各局、23時59分までに完全停波。後に福岡放送、RKB毎日放送、TVQ九州放送が空中線（送信アンテナ）のみ同年中に撤去。
- 11月28日 - ジャパン・モバイルキャスティングに予備免許交付。

2012年（平成24年）
- 4月1日 - テレビ西日本北九州アナログテレビ送信所跡地を利用して、NOTTVの北九州局が開局[注釈 2]。

2016年（平成28年）
- 3月28日 - RKB毎日放送･九州朝日放送の、FM補完中継局が開局[4][5]。

### 地上デジタル放送
- NHK北九州は、法的には中継局だが、独自放送を行っているため、実質親局と同等の扱いである。コールサインは当初試験放送の段階ではついていたが、本放送開始後は、フルパワー化するまでコールサインの付与が保留されていた。
- 民放は全社福岡タワー局の中継局扱いである。
- 開始当初の空中線電力は後発KBCを含めて10Wで、放送区域内世帯数は449,446世帯。2006年（平成18年）11月1日、先発局が100Wに増力し、翌2007年（平成19年）1月22日に全局がフルパワーでの放送を開始した。
- UHFアンテナは13 - 62ch（オールバンド）用または13 - 44ch（ローバンド）用での受信となるため、地域により地元中継局からのアナログテレビ（50-62ch）をハイバンド用で受信していた場合は、新たに皿倉山に向けてオールバンド用またはローバンド用を追加設置する必要がある。
- リモコンキーIDについては、「同一都道府県内で同一」との原則に従い、福岡局の基準で設定された。このため、北九州エリアでは、アナログとデジタルとではリモコン設定が異なる結果となっており、従来のリモコン設定にするためには、いったんチャンネルスキャンの操作を行い、その後改めて手動で設定し直す必要がある。
- 民放のデジタルテレビ放送については、置局原則の見直しにより「中継局」となったため、コールサインはない。そのため、RKBの「JOFO」とKBCの「JOIL」はラジオでコールサインがあるため存続するが、TNCで使用していた「JOHX」のコールサインは他に使用しているテレビ・ラジオ放送局も無い。
- 受信世帯はあくまでも、法定エリアの世帯数であり、山口県・大分県のケーブルテレビ局は主にここからの電波を受信しているので、実際のところ、約100万〜120万世帯が受信している。
- 北と東（主に山口県）向けの出力が絞られていることから、山口県内の放送局はアナログ放送終了に際し、「北九州のテレビは見られなくなるから地元中継局にアンテナを向けるように」というキャンペーンを、2010年（平成22年）7月24日以降大々的に始めており、演歌歌手の山本譲二を地デジ化応援隊メンバーに起用してそのことをアピールしている[注釈 3]。但し場所によってはアンテナ等の交換や前述の通りケーブルテレビに加入することで、引き続きここからの放送を視聴できるが、山口県は民放が3社（KRY、tys、yab）あり、ここの放送が県外波であることから、PRではそのことに触れていない[注釈 4]。なお当局の山口県内の放送エリアのめやすは下関市内の一部のみである[6]。

## 施設

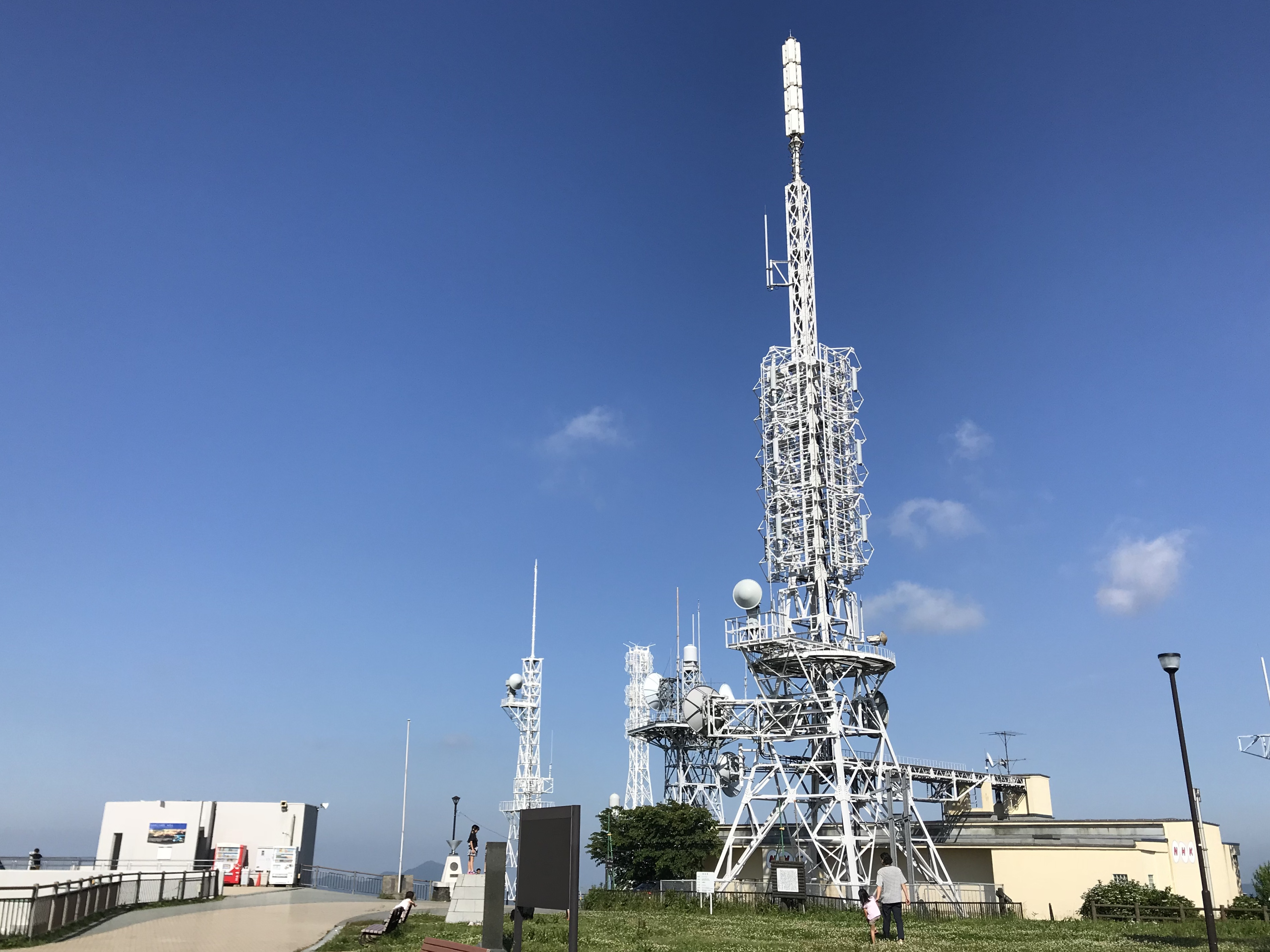
NHK
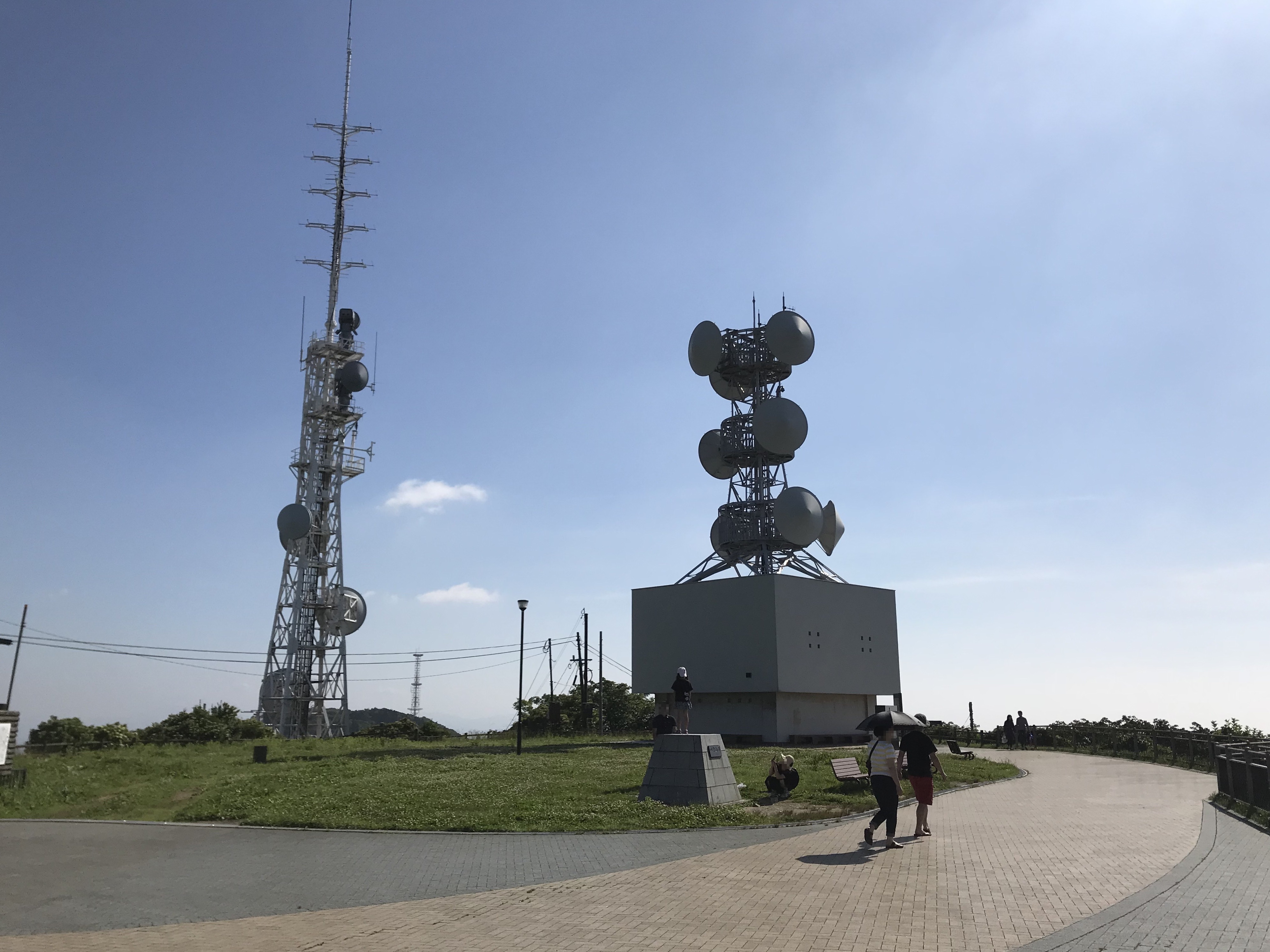
RKB・TVQ（左側）と九州電力皿倉山無線中継所（右側）
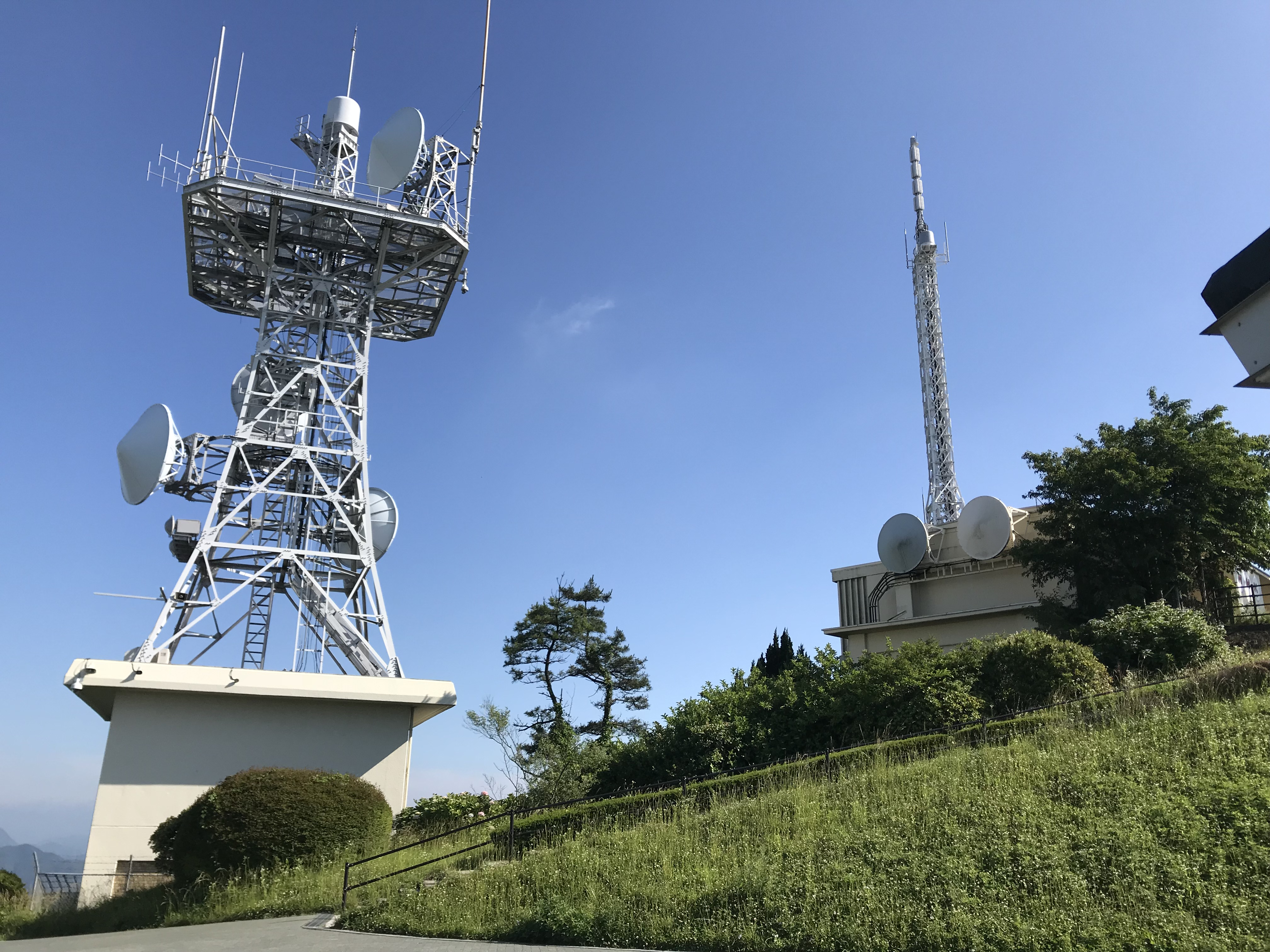
KBC（右奥）
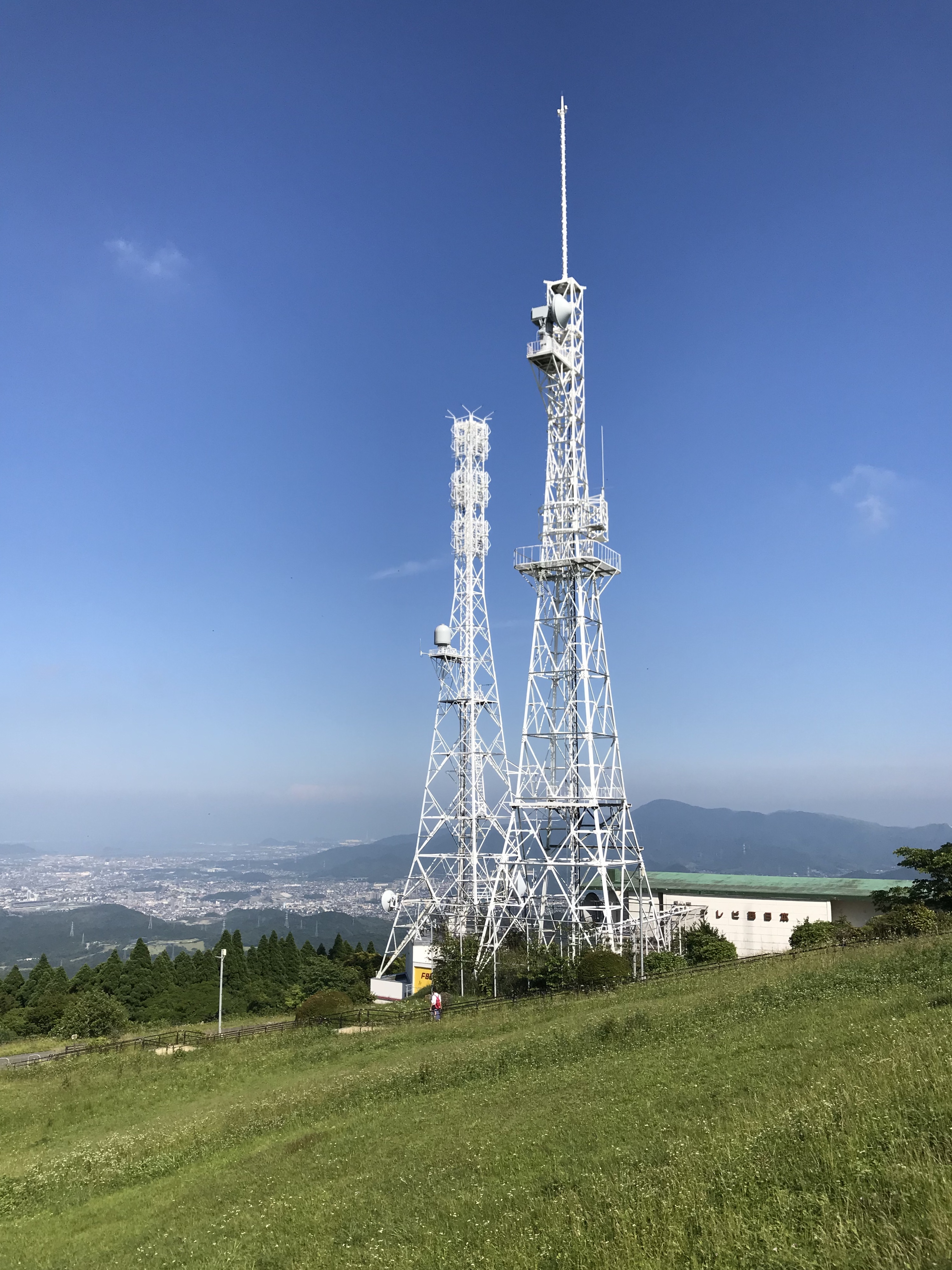
TNC（手前側）とFBS（奥側）
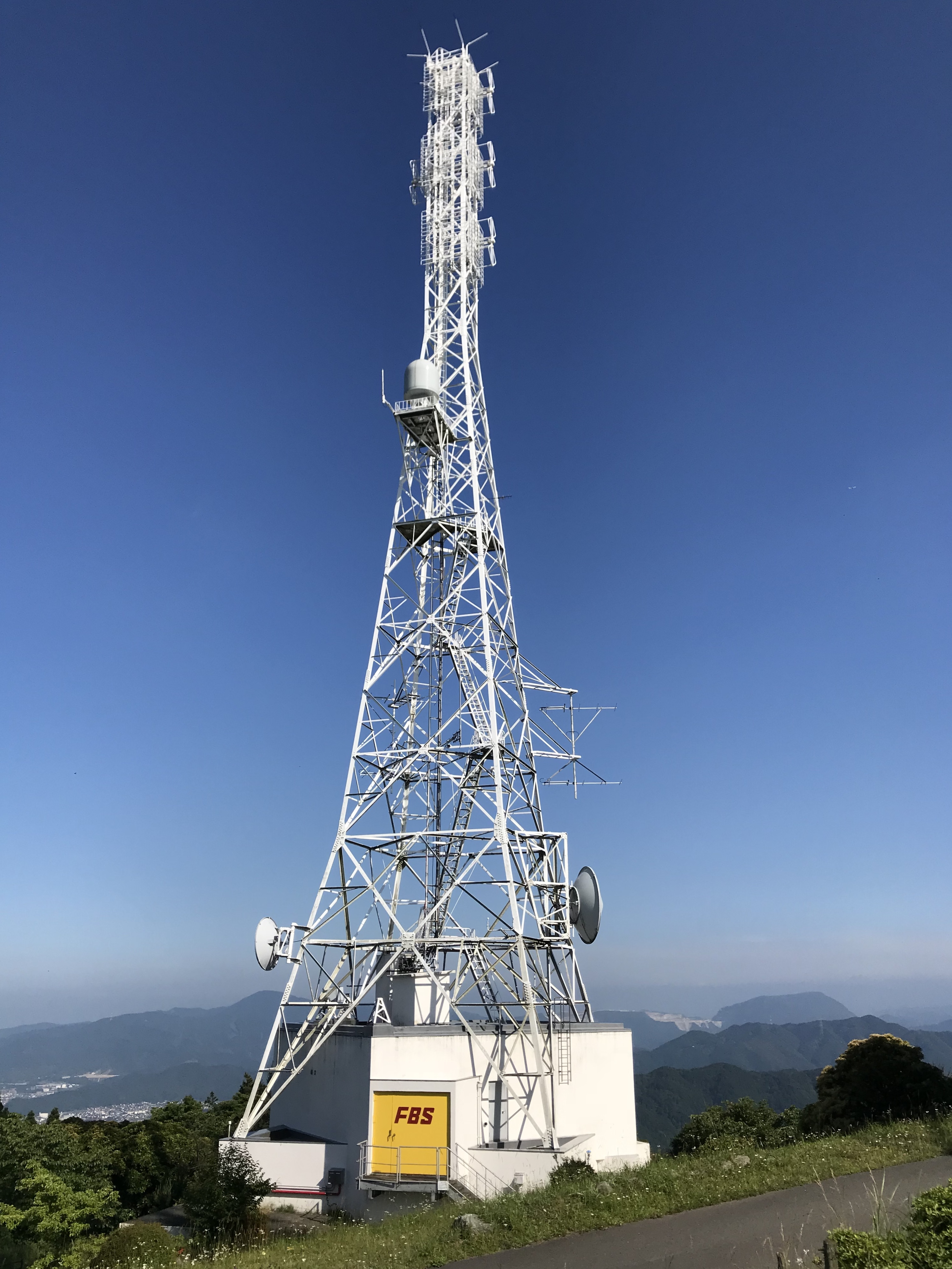
FBS

- 原則として各社が独立して施設を設けているが、一部で間借りするケースがある。現在は、山頂の景観の問題から、送信塔を集約する動きがみられる。
- デジタルテレビ放送の送信設備については、NHK北九州は自局設備を使用。民放5社は、KBCアナログ局舎近くに共同でデジタル局舎を新設し、鉄塔はKBCのアナログ用鉄塔の一部を利用した。
- 民放FMラジオは全社自前施設ではなく、地元に本社を置くCROSS FMがNHK北九州の親局施設を、FM FUKUOKAとLOVE FMはFBSアナログテレビ放送の施設を、それぞれ間借りしている。
- 皿倉山は北九州国定公園の一部で、各社の送信所が置かれている場所は国有林地である。そのため、RKB、TVQのアナログテレビ送信所についてはFMラジオ局との兼用がないことから、後述する転用のケースが無い限りテレビのデジタル完全転換後は解体され、その土地が国に返還されることになっている。但し2015年の時点ではどの送信所も一定の用途があるため一部を除き解体には至っていない。

### NHK全波・CROSS FM
最初に設置されたこともあり、山頂に位置し、他社に比べ最も高い位置に立っているため、鉄塔自体の高さは35メートルと最も低い。アンテナの配置は上からNHK総合・Eテレ共用デジタル（4L双ループアンテナ4段4面）、NHK総合・Eテレ共用アナログ（2L双ループアンテナ4段4面）、NHK-FM・CROSS FM共用（スーパーゲインアンテナ4段3面2段1面）の順になっている。共用FM用のスーパーゲインアンテナは3方向には4段付いているが、北東方向の1面は2段のみになっている。
かつては上段にNHKアナログ総合用のスーパーターンスタイルアンテナ6段と、中段にNHKアナログEテレ用のスーパーゲインアンテナ8段4面があったが、デジタル化工事の際それらは撤去され、新たに上段に4L双ループアンテナ4段4面のデジタル総合・Eテレ共用アンテナ、中段にアナログ総合・Eテレ共用の2L双ループアンテナ4段4面が設置された。

### RKBアナログ・TVQアナログ
RKBの施設をTVQが間借りする形になった、アナログ放送専用の施設で、局舎・鉄塔・アンテナともFM放送との共用は無いため、空中線のみアナログ放送終了後は撤去された。またRKBのアナログ送信所は、RKB発足の経緯から他社と異なり、「関門局」を名乗っている（その他、山口県下関市にある山口放送のアナログ中継局も「関門局」と名乗っている）。
アンテナの配置は上段がRKBアナログ（スーパーターンスタイルアンテナ5段）、下段がTVQアナログ（6L双ループアンテナ3段3面・2L双ループアンテナ3段1面）である。またTVQの双ループアンテナは全方向とも3段であるが、3方向が6Lであるのに対し南西方向の1面のみは2Lになっている。

### KBCアナログ・全民放デジタル
もともとKBC単独で設置していた鉄塔に全民放共用のデジタルアンテナが追加され、局舎はKBCアナログとは別に全民放共用のデジタル局舎を新築した。アンテナの配置は上段が全民放デジタル共用（4L双ループアンテナ4段4面）、下段がKBCアナログ（スーパーゲインアンテナ8段4面）である。デジタル送信所の管理はKBCが担う。

### TNCアナログ→NOTTV
唯一局舎・鉄塔・アンテナとも完全に一社単独で使用している。送信アンテナはスーパーターンスタイルアンテナ6段。アナログ終了後は送信周波数が近いマルチメディア放送「NOTTV」の送信所として利用される。

### FBSアナログ・FM福岡・ラブエフエム国際放送
全社中で最も低い場所に位置するが、全社でアンテナの高さを揃えるために鉄塔の高さは59メートルと最も高かった。アンテナの配置は上段がFBSアナログ（6L双ループアンテナ3段3面・2L双ループアンテナ3段1面）、下段がFM福岡・ラブエフエム国際放送共用（2L双ループアンテナ3段3面1段1面）であったが、FBSのアナログ放送が完全停波した2011年7月25日以降は、FM福岡・ラブエフエム国際放送共用になった。
ただ、FBSは送信機器にPCBを使っていたのか、法規制の関係で撤去できない状況が続いており、入り口鉄扉には法律に基づく掲示がなされている（ポリ塩化ビフェニル廃棄物の適正な処理の推進に関する特別措置法も参照）。

## 地上デジタルテレビジョン放送チャンネル・出力
| 1 | KBC九州朝日放送 | KBC北九州DTV | 31ch | 1kW | 8.5kW | 福岡県   | 65万3981世帯 |
| 2 | NHK北九州教育   | JOSB-DTV     | 42ch | 1kW | 8.9kW | 全国放送 | 65万3981世帯 |
| 3 | NHK北九州総合   | JOSK-DTV     | 40ch | 1kW | 9.1kW | 福岡県   | 65万3981世帯 |
| 4 | RKB毎日放送     | RKB北九州DTV | 30ch | 1kW | 8.5kW | 福岡県   | 65万3981世帯 |
| 5 | FBS福岡放送     | FBS北九州DTV | 32ch | 1kW | 8.5kW | 福岡県   | 65万3981世帯 |
| 7 | TVQ九州放送     | TVQ北九州DTV | 27ch | 1kW | 8.5kW | 福岡県   | 65万3981世帯 |
| 8 | TNCテレビ西日本 | TNC北九州DTV | 29ch | 1kW | 8.5kW | 福岡県   | 65万3981世帯 |
| - 全局に指向性あり - 民放の呼称は中継局としての免許上における略式呼称。 - KBC、RKB、FBSは福岡親局と同一チャンネルで送信されている。このため、宗像地域では送信方向の違いによる障害が発生する恐れがあり、同地の中継局は別チャンネルで送信されている。 |                 |              |      |     |       |          |              |

### 中継局の送信チャンネルについて
総務省が公開している中継局開設ロードマップ及びチャンネル表によると、NHK北九州エリアに属する北九州・筑豊地域で、以下の局については本局と同一送信チャンネルで放送しているため、ワンセグなど本局のチャンネルパターンがあらかじめ登録されている場合は、チャンネルスキャンなどの操作無しで本局の放送を視聴できる。これは、デジタル放送における大きな特徴の一つであるが、それでも一部では混信障害が発生することから、該当地域では別チャンネルでの送信となっている。
完全に同一
（北九州）丸山局（以上北九州市門司区）、行橋局（京都郡みやこ町）、鞍手局（鞍手郡鞍手町）、頴田局、小峠局（以上飯塚市旧頴田町）
一部のみ同一
該当する局を太字で記載。
- 松ケ江局（門司区）…RKBとFBS以外の5局
- （北九州）小竹局（若松区）…TVQとTNC以外の5局
- （豊前）大河内局（豊前市）…民放5局
- 後藤寺局（田川市）…TVQ以外の全局
- 下三緒局（飯塚市）…NHK教育、FBS、TVQ及びTNC
- 筑前山田局（嘉麻市）…KBC、RKB及びTNC
- 嘉穂局（嘉麻市）…FBSとTVQ以外の5局

## 地上アナログテレビジョン放送チャンネル・出力
全局2011年（平成23年）7月24日廃局
| チャンネル番号                                                                                           | 放送局名                | 呼出符号 | 空中線電力          | ERP                  | 放送対象地域 | 放送区域内世帯数 |
| --- | ----------------------- | -------- | ------------------- | -------------------- | ------------ | ---------------- |
| 2+ | KBC九州朝日放送北九州局 | JOIL-TV  | 映像1kW/ 音声250W   | 映像4.6kW/音声1.15kW | 福岡県       | 約65万世帯       |
| 6 | NHK北九州総合           | JOSK-TV  | 映像1kW/ 音声250W   | 映像5.5kW/音声1.35kW | 福岡県       | 約65万世帯       |
| 8 | RKB毎日放送関門局       | JOFO-TV  | 映像1kW/ 音声250W   | 映像4.5kW/音声1.1kW  | 福岡県       | 約65万世帯       |
| 10 | TNCテレビ西日本北九州局 | JOHX-TV  | 映像1kW/ 音声250W   | 映像5.8kW/音声1.45kW | 福岡県       | 約65万世帯       |
| 12 | NHK北九州教育           | JOSB-TV  | 映像1kW/ 音声250W   | 映像5.1kW/音声1.3kW  | 全国放送     | 約65万世帯       |
| 23+ | TVQ九州放送北九州局     | なし     | 映像10kW/ 音声2.5kW | 映像120kW/音声30kW   | 福岡県       | 約65万世帯       |
| 35- | FBS福岡放送北九州局     | なし     | 映像10kW/ 音声2.5kW | 映像125kW/音声31kW   | 福岡県       | 約65万世帯       |
| - KBC、TVQはオフセット+10kHz - FBSはオフセット-10kHz - RKB、KBC、TNCは無指向性。その他は全局に指向性あり |                         |          |                     |                      |              |                  |

## FMラジオ放送周波数・出力
| 周波数（MHz） | 放送局名                              | 呼出符号 | 空中線電力 | 実効輻射電力 | 放送対象地域                                                                                                  | 放送区域内世帯数 |
| --- | ------------------------------------- | -------- | ---------- | ------------ | --- | ---------------- |
| 77.0 | CROSS FM 北九州局                     | なし     | 250W       | 790W         | 福岡県 | -                |
| 80.0 | FM FUKUOKA エフエム福岡 北九州局      | なし     | 250W       | 970W         | 福岡県 | -                |
| 82.7 | LOVE FM ラブエフエム国際放送 北九州局 | なし     | 250W       | 970W         | 福岡市を中心として 同一の放送番組を同時に受信できることが 相当と認められる区域として 総務大臣が別に定める区域 | 61万9183世帯     |
| 85.7 | NHK 北九州FM                          | JOSK-FM  | 250W       | 790W         | （福岡県） | -                |
| 91.5 | RKB RKB毎日放送 （RKB北九州FM）       | なし     | 250W       | 910W         | 福岡県 | 68万4483世帯     |
| 94.0 | KBC 九州朝日放送 （KBC北九州FM）      | なし     | 250W       | 910W         | 福岡県 | 68万4483世帯     |
| - FM民放は全て福岡親局と同時開局。 - 'CROSS FMの本社は北九州市内にあるが、親局は福岡局である。 - RKB・KBCのFM補完中継局は2016年3月28日に県内他の3局と同時で本放送を開始。 |                                       |          |            |              | |                  |

## マルチメディア放送
2011年11月28日に、総務省九州総合通信局がジャパン・モバイルキャスティング社に対し、マルチメディア放送のうちV-high局の予備免許を交付、2012年4月1日に開局した。
| 周波数（MHz） | 放送局名       | 空中線電力 | ERP  | 放送区域                      | 放送区域内世帯数 | 開局日       | サービス終了日 |
| ------------- | -------------- | ---------- | ---- | ----------------------------- | ---------------- | ------------ | -------------- |
| 214.714286    | Jモバ北九州MMH | 2.5kW      | 11kW | 福岡県・大分県・ 山口県の一部 | 86万4263世帯     | 2012年4月1日 | 2016年 6月30日 |
| 214.714286    | Jモバ北九州DTV | 2.5kW      | 11kW | 福岡県・大分県・ 山口県の一部 | 86万4263世帯     | 2015年4月1日 | 2016年 6月30日 |